# Пајсије Галички
Пајсије Галички ( - 23. маја 1460) - архимандрит Руске православне цркве. Становник манастира Успења Овинског, који је под њим постао надалеко познат и у његову част почео да се зове Паисјево-Галички манастир.

## Биографија
Манастир у коме се подвизавао звао се прво Никољски, па Успенски – од цркава у њему у име Светог Николе и Успења Пресвете Богородице, од којих је овај сазидан, због дотрајалости претходног, за време владавине великог кнеза Дмитрија Донског од бојара Јована Овина, који је добио визију лика Мајке Божије, по надимку Овински, а потом га је велики кнез Василиј Васиљевич одвео у Москву, после рата против његовог стрица, кнеза Јурија Дмитријевича. од Галича (1433).
По вољи његовог сина, кнеза Дмитрија Красног († 1440), после битке великог кнеза са братом Шемјаком, монах Пајсије, који је био духовни отац унука Овинова, Дмитрија Јарцева, отишао је са копијом. горе поменуте иконе у Москву да замоли великог кнеза Василија Мрачног за покровитељство манастира; дочекан је звоњавом звона и верском поворком сам кнез, митрополит Јона и велико мноштво народа; примио писмо намесницима о заштити манастира од напада и вратио се у пратњи двојице московских архимандрита (Трифона из Спаског и Никандра из Чудовског манастира). После тога је и сам постављен у чин архимандрита, а манастир је у његову част добио име Пајсијев.
Његове мошти почивају сакривене у Успенском храму. Његов изглед је описан у „Иконографском оригиналу” под 21. јулом: „по изгледу седе косе, брада Макарија Желтоводског, на крају је био рачваст, коврџав; монашке одежде“.
Умро је 23. маја 1460. (а не 6. јуна 1504, како се наводи у неким изворима), проживевши 75 година од постриговања до смрти.